# Silence (film, 2016)
Pour les articles homonymes, voir Silence (homonymie).
Pour plus de détails, voir Fiche technique et Distribution.
Silence est un film historique américano-mexicano-taïwanais coécrit et réalisé par Martin Scorsese, sorti en 2016. Il s'agit d'une adaptation du roman du même nom de Shūsaku Endō qui revient sur la persécution des chrétiens au Japon au XVIIe siècle.
Le film se déroule au Japon, au XVIIe siècle, où des missionnaires jésuites portugais sont victimes de persécution religieuse en se rendant sur les traces de leur mentor.
Malgré des critiques globalement positives dans la presse, le film est un échec commercial. Silence obtient cependant plusieurs distinctions dont une nomination à l'Oscar de la meilleure photographie.

## Synopsis
Au collège Saint-Paul de Macao, le père Alessandro Valignano lit à ses collègues Sebastião Rodrigues et Francisco Garupe, deux jésuites portugais, que leur mentor, le père Cristóvão Ferreira, a abjuré sa foi catholique après avoir été capturé et torturé au Japon sur le mont Unzen. Rodrigues et Garupe décident de le retrouver afin de savoir si cette information est fondée.
Pour s'introduire au Japon, les deux jésuites s'adjoignent les services de Kichijiro, chrétien japonais qui a fui le Japon afin d'échapper aux persécutions dont les chrétiens font l'objet sur sa terre natale. Il accepte d'aider les religieux afin de rentrer chez lui. Ils arrivent dans le petit village de Tomogi, où ils sont chaleureusement accueillis par les habitants, qui doivent se cacher pour pratiquer leur foi catholique, alors qu'une sévère inquisition menée par un certain Inoue sévit et traque la moindre trace de christianisme. Rodrigues et Garupe doivent se cacher dans une petite hutte mais, à la faveur d'une sortie à la lumière du soleil pour briser leur enfermement, ils sont repérés par deux villageois originaires de Goto, où vit également une communauté chrétienne.
Rodrigues se rend à Goto où il est accueilli avec autant d'enthousiasme, sinon plus, qu'à Tomogi. Il y retrouve Kichijiro, qui est originaire de ce village et qui lui raconte les circonstances de son exil : contrairement au reste de sa famille, il a abjuré sa foi en acceptant de piétiner une image de Jésus (un fumi-e). Il a ensuite vu ses proches être brûlés vifs par les hommes d'Inoue. Acceptant sa confession, Rodrigues lui donne l'absolution avant de retourner à Tomogi.
Une mauvaise nouvelle l'y attend. L'inquisition a fait irruption à Tomogi et fait prisonnier le chef de la communauté. Les meneurs donnent trois jours aux villageois pour dénoncer les catholiques ainsi que les prêtres : passé ce délai, ils s'empareront de quatre otages, dont le chef de la communauté de Tomogi. Après une altercation et de vigoureux débats, Kichijiro accepte de se constituer volontairement otage avec d'autres villageois. Rodrigues conseille cependant aux villageois d'accepter de piétiner les images religieuses, car cela n'entamera en rien leur vraie foi et que Dieu saura ce qu'il en est réellement. Lorsque l'inquisition revient, les otages piétinent l'image, mais ne peuvent se résoudre à l'humiliation supplémentaire (cracher sur une croix de bois et insulter la Vierge Marie) sauf Kichijiro. Les trois autres otages sont condamnés à mort et crucifiés face à la marée montante. Leurs corps sont incinérés et leurs restes dispersés à la mer pour qu'on ne puisse les inhumer selon les sacrements catholiques.
Pour plus de sécurité, les deux pères décident de se séparer et de quitter Tomogi. Rodrigues retourne à Goto, mais le village a été entièrement dévasté. Il erre seul un long moment avant de croiser à nouveau la route de Kichijiro, qui se confesse à nouveau auprès de lui. Cependant, Kichijiro finit par trahir Rodrigues et le livre aux hommes de l'inquisition. Ces derniers lui expliquent que sa religion n'est pas la bienvenue au Japon et que les chrétiens continueront à souffrir tant que Rodrigues n'aura pas abjuré sa foi. Rodrigues est ensuite emmené à Nagasaki, où il est emprisonné après avoir été auditionné par un conseil d'inquisiteurs. Kichijiro s'introduit dans les lieux et y est emprisonné à son tour ; il demande à nouveau à Rodrigues de l'absoudre, ce que ce dernier fait non sans dégoût. Plus tard, Kichijiro est relâché après avoir accepté de marcher sur un fumi-e ; alors qu'un autre prisonnier, ayant refusé de le faire, est décapité, à la grande horreur de Rodrigues, qui a de plus en plus de mal à comprendre le silence de Dieu devant ces atrocités. La détresse de Rodrigues est encore aggravée lorsqu'on l'emmène voir l'exécution par noyade de quatre autres chrétiens ainsi que d'un Garupe affamé qui refuse d'apostasier et se noie à son tour en tentant vainement de porter secours à une jeune suppliciée.
Rodrigues est ensuite emmené dans un temple bouddhiste, où il rencontre le père Ferreira, désormais connu sous le nom de Sawano Chuan. Ce dernier lui explique qu'il a abjuré sous la torture et qu'il a compris, après quinze ans de travail, que la foi catholique ne pouvait s'enraciner au Japon, et que les chrétiens que Rodrigues a rencontrés, s'ils pensent suivre toutes les exigences de la religion chrétienne, le font encore avec des conceptions religieuses japonaises (en identifiant Dieu au Soleil, par exemple). Rodrigues refuse les explications de Ferreira et soutient que la foi des Chrétiens de Tomogi et Goto était réelle et profonde, mais quelque temps plus tard, alors que Rodrigues ne supporte plus les cris de cinq autres Chrétiens torturés en étant saignés et pendus par les pieds, on lui demande à nouveau de renier sa religion pour mettre fin à leurs souffrances. Rodrigues, devant le fumi-e qu'on lui présente, entend la voix de Jésus lui intimer de céder aux demandes des inquisiteurs, ce qu'il fait.
La fin du film est racontée par le marchand hollandais Dieter Albrecht. Ferreira et Rodrigues, surnommés les « prêtres perdus », inspectent à Dejima les cargaisons de navires étrangers à la recherche de tout objet pouvant être assimilé au christianisme : symboles de croix, images religieuses... Rodrigues prend le nom, l'épouse et l'enfant d'Okada San'emon, un homme qui a été condamné à mort. Kichijiro est désormais un domestique. Il vient demander à Rodrigues de le confesser et de l'absoudre, mais Rodrigues refuse, prétendant n'être plus prêtre, bien que les deux hommes partagent une étreinte. Plus tard, lors d'une séance d'apostasie à laquelle Rodrigues doit régulièrement participer, une amulette contenant une image religieuse est trouvée au cou de Kichijiro, qui est arrêté et emmené par les autorités.
Rodrigues finit par mourir au Japon. Son corps est placé dans un cercueil traditionnel japonais afin d'être incinéré sous un nom bouddhiste signifiant « Perdu aux yeux de Dieu » de façon qu'il ne reçoive aucun sacrement chrétien. Cependant, on voit qu'il tient dans sa main, au moment de la crémation, le minuscule crucifix en bois que lui avait offert un des Chrétiens suppliciés de Tomogi, Mokichi, peut-être glissé là par son épouse ou tenu au moment de sa mort. Ce signe confirme que son attachement à la foi chrétienne a perduré.

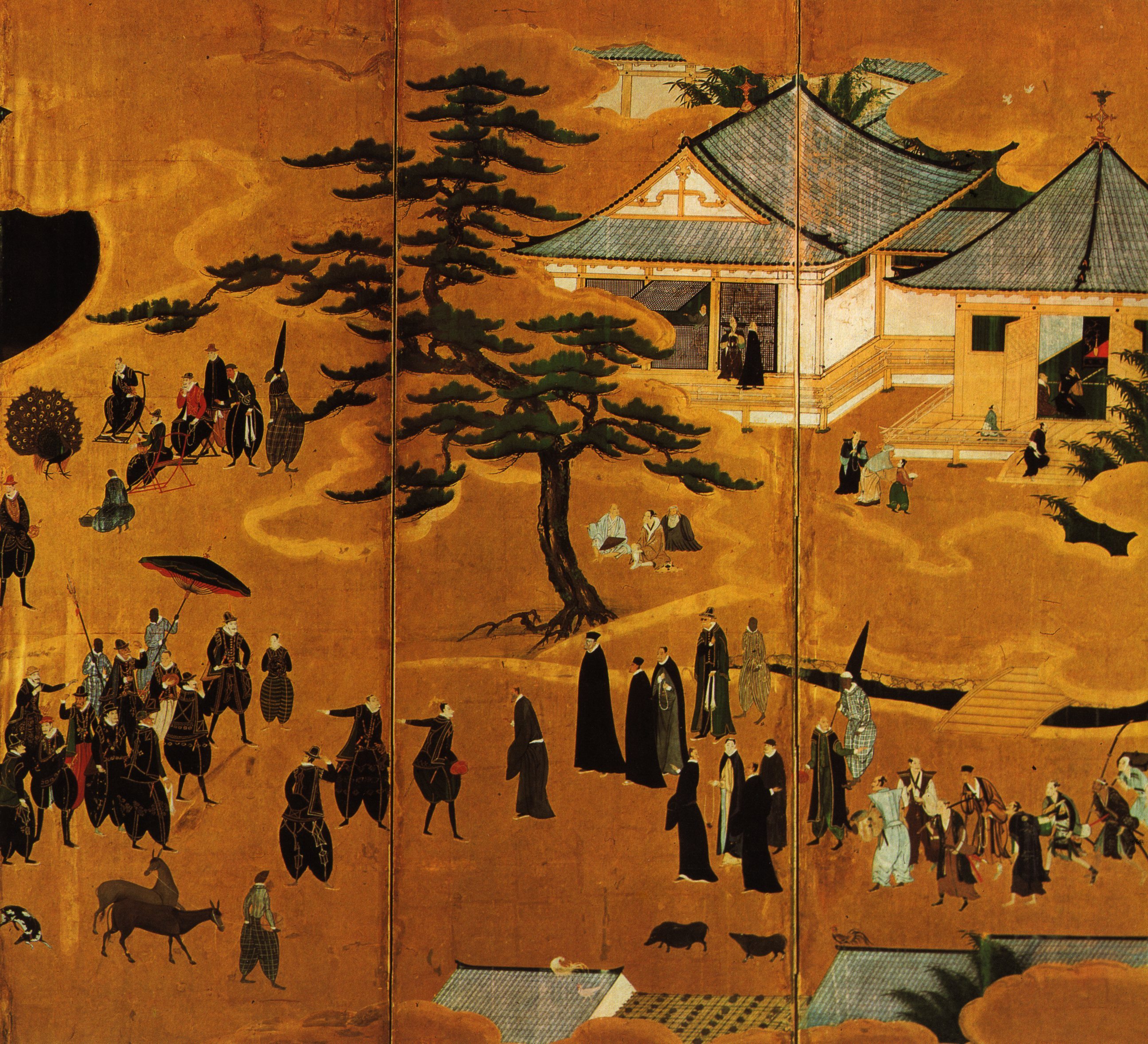
Paravent - École Kano (art Nanban)- Japon vers 1603-1610. Représentation japonaise de la vie quotidienne de l'époque : église et jésuites.

## Fiche technique
Sauf indication contraire, les informations mentionnées dans cette section peuvent être confirmées par la base de données cinématographiques IMDb,  présente dans la section « Liens externes ».
- Titre original et francophone : Silence
- Réalisation : Martin Scorsese
- Scénario : Jay Cocks et Martin Scorsese, d'après le roman Silence de Shūsaku Endō[1]
- Musique : Kathryn Kluge et Kim Allen Kluge
- Direction artistique : Wen-Ying Huang
- Décors et costumes : Dante Ferretti
- Photographie : Rodrigo Prieto
- Montage : Thelma Schoonmaker
- Production : Vittorio Cecchi Gori, Barbara De Fina, Randall Emmett, Gaston Pavlovich, Martin Scorsese, Emma Tillinger Koskoff et Irwin Winkler
- Sociétés de production : Cappa Defina Productions, Cecchi Gori Pictures, Fábrica de Cine, SharpSword Films, Sikelia Productions, Verdi Productions, Emmett/Furla/Oasis Films et Waypoint Entertainment
- Sociétés de distribution : Paramount Pictures (États-Unis), Metropolitan Filmexport et SAJE Distribution (France)
- Budget : 46 000 000 $[2]
- Pays d’origine :  États-Unis,  Taïwan,  Mexique
- Langues originales : anglais et japonais
- Format : couleurs (Fujicolor) - 35 mm - 2,35:1 - Son Dolby numérique
- Genre : drame historique et aventures[3],[4],[5],[6]
- Durée : 161 minutes
- Dates de sortie[7] :
  - Vatican : 29 novembre 2016 (avant-première)
  - États-Unis: 23 décembre 2016 (sortie limitée) ; 13 janvier 2017 (sortie nationale)
  - Canada : 6 janvier 2017
  - Belgique, France : 8 février 2017
- Classification[8] :
  - États-Unis : R
  - France : tous publics avec avertissement

## Distribution
- Andrew Garfield (VF : Donald Reignoux ; VQ : Gabriel Lessard) : le père Sebastião Rodrigues (basé sur le missionnaire jésuite Giuseppe Chiara)
- Liam Neeson (VF : Frédéric van den Driessche ; VQ : Éric Gaudry) : le père Cristóvão Ferreira
- Adam Driver (VF : Valentin Merlet ; VQ : Adrien Bletton) : le père Francisco Garupe
- Yōsuke Kubozuka (VF : Vincent de Bouard ; VQ : Christian Perrault) : Kichijiro
- Issei Ogata (VF : Patrice Dozier ; VQ : Jacques Lavallée) : Inoue[9]
- Ciarán Hinds (VF : Féodor Atkine ; VQ : Guy Nadon) : le père Alessandro Valignano[10]
- Tadanobu Asano (VF : Bernard Gabay ; VQ : Martin Desgagné) : l'interprète des prêtres
- Shin'ya Tsukamoto (VF : Omar Yami ; VQ : Martin Watier) : Mokichi[11]
- Béla Baptiste (de) (VF : Christian Gonon) : Dieter Albrecht (basé sur le personnage réel Engelbert Kaempfer)
- Nana Komatsu : Monica
- Ryō Kase : Juan
- Michié : la femme de Tomogi
- Kansai Eto (VF : Philippe Ariotti) : Mosuke
- Sabu : un samouraï
- Yoshi Oida (VF : Jim Adhi Limas ; VQ : Jean-Luc Montminy) : Ichizo
- Shun Sugata (en) (VF : Serge Faliu) : le commandant samouraï
- Motokatsu Suzuki : garde Edo
- Yasushi Takada : Doshin
- Katsuo Nakamura : prêtre bouddhiste
- Ten Miyazawa : charpentier

Source VF sur AlloDoublage ; version québécoise (VQ) sur Doublage.qc.ca

## Production

### Genèse et développement
Silence est l'adaptation du roman de Shūsaku Endō, déjà porté à l'écran dans le film de 1971 de Masahiro Shinoda. Ce film est un projet de longue date de Martin Scorsese, qu'il évoquait déjà dans les années 1990-2000. Le tournage était un temps annoncé pour fin 2009 en Nouvelle-Zélande.
En 2012, Martin Scorsese évoquait la possibilité de tourner son film en 3D.
En août 2012, la société de production Cecchi Gori Pictures de Vittorio Cecchi Gori poursuit Martin Scorsese en justice car, après de longues années de développement, il n'a toujours pas mis en scène le film. Scorsese devait concrétiser le projet après Kundun sorti en 1997 et devait verser des frais de compensation à Cecchi Gori Pictures en cas de report du projet.
Alors que le projet semble stagner, il est annoncé lors du Festival international du film de Toronto 2013 que la société Emmett/Furla/Oasis Films rejoint la production.

### Attribution des rôles

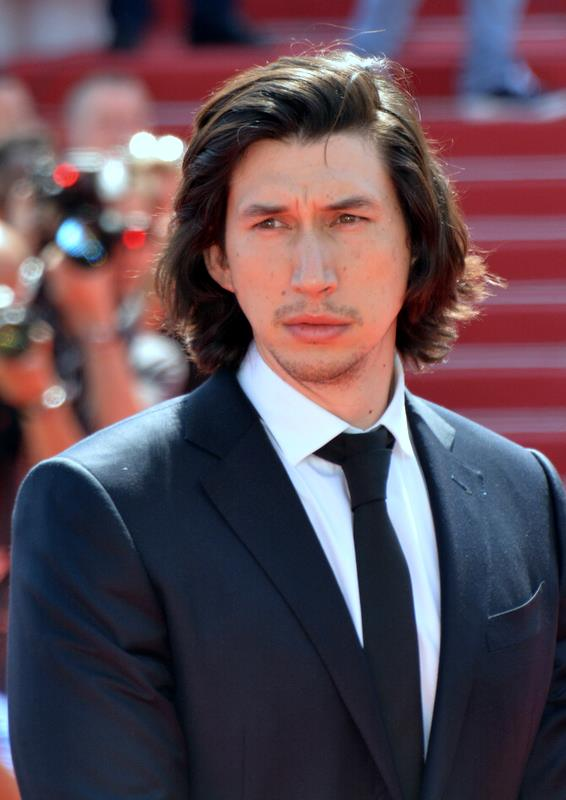
L'acteur Adam Driver décroche le second rôle principal.

En 2009, Daniel Day-Lewis, Benicio Del Toro et Gael García Bernal étaient annoncés dans les rôles principaux. En 2013, Andrew Garfield est annoncé dans ce film.
Liam Neeson, qui a déjà tourné sous la direction de Martin Scorsese dans Gangs of New York (2002), rejoint la distribution en février 2014.
En janvier 2015, Ken Watanabe quitte le tournage pour être remplacé par Tadanobu Asano en raison de conflits d'emploi du temps,.

### Tournage
Le tournage débute officiellement le 30 janvier 2015 à Taïwan. Il a lieu à Taipei (notamment aux CMPC Studios et dans le parc national de Yangmingshan), à Hualien, à Taichung, dans le district de Beitou, à Macao (Saint-Paul).
Le tournage a été endeuillé par la mort d'un technicien taïwanais à la suite de l'effondrement d'un toit. Deux autres personnes ont été blessées.

### Musique
La musique du film est composée par le couple Kathryn et Kim Allen Kluge, spécialistes de musique savante.

#### Liste des titres
1. Meditation
2. Rain Falls Unceasingly on the Sea
3. Blowing Through the Grove
4. Disrupting the Glimmering Air
5. Cosmic Ocean
6. Dreams and Echoes
7. Sea Bells
8. Rhythmic Cicadas
9. Silence
10. Whispers in the Dark
11. Sea Monks
12. Unravelling
13. Forgive Me
14. Darkness
15. Confession
16. Ferreira in the Pit
17. The Dreaded Moment
18. Drowned Chorus
19. Cicada Voices in his Head
20. Secret Sacrament
21. Sea Angels
22. Foreboding Sea
23. Black Drum
24. Saints and Heroes
25. Only God Can Answer

#### Autres morceaux présents dans le film[26]
- Francesco's Cosmic Beam Experience - Francesco Lupica
- The Monk Thinks His Wife - Pien-Pien Yen / Tyng yi Chen
- Taiko Drums - Kaoru Watanabe
- Taiko Beat - Michael et Robert Silverman
- Uraura Nobesu - Tomeichi Ooka, Sakae Doi, Yosh
- Kin No Mai - Joji Hirota / Hiten Ryu Daiko
- For The Souls in Purgatory (traditionnel)
- Chanting Gloriosa (traditionnel) - Hidden Christians
- Slow Taikos - Antoine Binant & Yutaka Nakamura
- Tantum Ergo Sacramentum (traditionnel) - Thomas d'Aquin / Shin'ya Tsukamoto
- Improvisacion Sobre O Gloriosa Domina (traditionnel) - Jordi Savall
- Improvised Street Musicians - Suzuki Kyosuke, Daisuke Ishiwata, Chikako Nakagawa, Ninako Horikoshi', Mika Shigemori, Hiroka Yuko
- Kagura of the Tsuno Mountain (Tsunoyama Kagura) (traditionnel) - Wakayama Ensemble
- Kaihou - Suihou Tousha
- O Gloriosa Domina (traditionnel) - Nana Komatsu, Ryō Kase, Fumitaka Terai, Hako Ohshima & Hideki Nishioka
- Cloud and Light - Mayumi Miyata et l'orchestre de musiquez de chambre de Munich
- Sairei shishi-mai Nuno-mai, Hei no mai, Suzu no mai, Naka-otoshi (traditionnel) - Parishoners of the Haruna Jinja Shrine
- Bai Bai Bai - Maiko Michishita

## Distinctions

### Récompense
- National Board of Review Awards 2016 : meilleur scénario adapté

### Nomination
- Oscars 2017 : meilleure photographie